# Головаста акула сітчаста
Головаста акула сітчаста (Cephaloscyllium fasciatum) — акула з роду Cephaloscyllium родини Котячі акули. Інша назва «смугаста головаста котяча акула».

## Опис
Загальна довжина досягає 42 см. Голова велика. Морда коротка, округла. Очі помірно великі, овальні, з мигальною перетинкою. Зіниці щілиноподібні. Очі поставлені високо. За ними розташовані невеличкі бризкальця. Ніздрі широкі з вузькими носовими клапанами. Губні борозни відсутні. Рот доволі довгий. Зуби дрібні. У неї 5 пар коротких зябрових щілин. Тулуб гладкий (товстий). Грудні плавці великі. Має 2 спинних плавця, з яких передній більше за заднім. Передній спинний плавець розташовано над черевними плавцями. Задній — навпроти анального плавця. Черевні плавці маленькі. Анальний плавець схожий на задній спинний плавець, трохи більше останнього. Хвостовий плавець помірно широкий, нижня лопать погано розвинена на відміну від верхньої.
Забарвлення світло-коричневе з темно-коричневими лініями, що утворюють сітчасті візерунки. Звідси походить назва цієї акули. Між лініями на спині та боках розкидані темно-коричневі плямочки. У дорослих особин на спині й боках присутні слабко виражені сідлоподібні плями. Черево має світло-сірий колір з темними плямами.

## Спосіб життя
Тримається на глибинах від 210 до 450 м. Воліє до ділянок з мулистим ґрунтом. Як захист від ворогів здатна надувати тулуб завдяки ковтанню воду або повітря. Полює біля дна, є бентофагом. Живиться дрібними ракоподібними, невеличкими костистими рибами, морськими черв'яками, личинками морських тварин.
Статева зрілість настає при розмірі 36 см. Це яйцекладна акула. Самиця відкладає 2 яйця. Народжені акуленята завдовжки 12 см.
Не є об'єктом промислового вилову.

## Розповсюдження
Мешкає біля узбережжя В'єтнаму та південного Китаю навпроти о. Хайнань, а також на півдні Філіппінського архіпелагу. Раніше вважали її ареалом також північно-західну акваторію Австралії, проте у 2003 році було доведено, що тут водиться інший вид цього роду — Cephaloscyllium hiscosellum.